# Edward Chamier
Edward Chamier (3 de setembre de 1840, Weymouth – 12 d'agost de 1892, París) fou un jugador d'escacs francès, actiu els anys 70 i 80 del segle xix. Va néixer en el si de la branca anglesa d'una família d'hugonots francesos, els avantpassats de la qual varen emigrar des de França cap a Anglaterra i Prússia, després de la revocació de l'Edicte de Nantes.

## Resultats destacats en competició
Tot i que no era un jugador professional (treballava en una empresa d'assegurances), era un apassionat del joc, i freqüentava Café de la Régence. Chamier va obtenir alguns triomfs rellevants a París. Va guanyar un dels populars torneigs del Café de la Régence (París 1874). Fou campió al 2n Torneig Nacional (el Campionat d'escacs de França no oficial), a París 1881.
Va participar també amb l'equip parisenc al matx per correspondència París vs. Vienna de 1884.

### Rànquing mundial
El seu millor rànquing Elo s'ha estimat en 2518 punts, l'agost de 1883, moment en què tenia 43 anys, cosa que el situaria en 630è lloc mundial en aquella data. Segons chessmetrics, va ser el 30è millor jugador mundial en 2 diferents mesos consecutiu, entre agost i setembre de 1883.